# Rašov
Rašov – gmina w Czechach, w powiecie Brno, w kraju południowomorawskim.
1 stycznia 2017 gminę zamieszkiwało 231 osób, a ich średni wiek wynosił 42,4 roku.